# Cleora amydropa
Cleora amydropa är en fjärilsart som beskrevs av Fletcher 1967. Cleora amydropa ingår i släktet Cleora och familjen mätare. Inga underarter finns listade i Catalogue of Life.